# 众兴镇 (寿县)
众兴镇，是中华人民共和国安徽省六安市寿县下辖的一个乡镇级行政单位。

## 行政区划
众兴镇下辖以下地区：
闫店街道社区、新店街道社区、众兴街道社区、东岳村、黄圩村、楼郢村、彭城村和李圩村。